# NGC 1242
NGC 1242 je galaksija u zviježđu Eridan.

## Vanjske poveznice
- SEDS: NGC 1242